# Mauro Euro Roman
Mauro Euro Roman (ur. 27 marca 1954 w Trieście) – włoski jeździec sportowy. Srebrny medalista olimpijski z Moskwy.
Specjalizował się we Wszechstronnym Konkursie Konia Wierzchowego. Igrzyska w 1980 były jego jedyną olimpiadą, medal wywalczył w drużynie. Jednym z jego partnerów był starszy brat Federico. W igrzyskach tych udziału nie brali jeźdźcy z niektórych krajów Zachodu, należący do światowej czołówki.

## Starty olimpijskie (medale)
Moskwa 1980
- WKKW, konkurs drużynowy (na koniu Dourakin 4) –  srebro